# Барандій Марія Григорівна

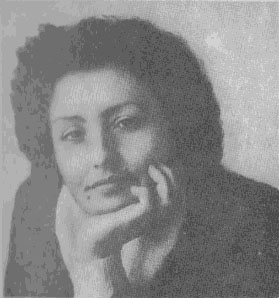
Марі́я Григо́рівна Баранді́й (Біличе́нко)

Марі́я Григо́рівна Баранді́й (Біличе́нко) (нар. 10 лютого 1945, Старичі) — українська поетеса.

## Життєпис
Народилася 10 лютого 1945 р. в с. Старичі Яворівського району Львівської області.
Закінчила факультет іноземних мов Львівського університету ім. І. Франка. Працювала вчителем, журналістом.
Автор збірок віршів «Знак сонця», «Земне тепло», «Із книги життя», «Вічний сад», «Щоденна пісня», «Автопортрет з вами».
Поява М. Барандій серед молодих українських поетів кінця 1960-х років стала небуденною подією в літературному житті тогочасного Львова. Перша збірка, «Знак сонця», сповнена чуттєвої лірики та любові до життя, світу, людини викликала емоційний відгук читачів і зацікавлення критиків.
Наступні видання поетеси, стаючи дедалі зрілішими за формою, незмінно зберігають пристрасність і ніжність лірики, далі хвилюють глибиною переживань, переданою, проте, легким, дещо навіть іронічним, стилем. Авторка сміливо вводить у свої твори лексику, яка раніше не вживалася в поезії.
М. Барандій пише українською, хоча має й англомовні твори. Вісім років свого життя поетеса провела в США, де брала участь у поетичному конкурсі, оголошеному Національною бібліотекою тієї країни. В результаті кілька її творів було включено до антологій англомовної поезії «The Spirit Of The Age» i «Best Poems Of The 90's» (обидві збірки видано у 1996).
Нині живе у Львові, готує до друку нову збірку вибраних творів.
Член НСПУ з 18.09.1984.